# Piège nuptial
The Dead Heart
Pour les articles homonymes, voir Cul-de-sac.
Piège nuptial (traduit initialement sous le titre Cul-de-sac ; titre original The Dead Heart, jeu de mots avec red heart, terme souvent utilisé pour désigner la partie centrale désertique de l'Australie) est le premier roman de l'écrivain américain Douglas Kennedy, celui qui l'a fait connaître au grand public. Publié en 1994 en anglais, il est traduit en français et publié en 1997 dans la collection série noire de la maison d'édition Gallimard, sous le titre Cul de sac. Le livre a été retraduit et réédité en 2008 chez Belfond, sous un nouveau titre : Piège nuptial.

## Résumé
Nicholas Hawthorne a 38 ans et n'a presque jamais quitté le nord-est des États-Unis. Il mène une vie modeste en travaillant comme pigiste dans de petits journaux régionaux. Un jour, dans une librairie de Boston, il découvre une carte routière d'occasion de l'Australie. Fasciné par les grands espaces vides mentionnés sur la carte, ayant récemment démissionné de son emploi, il décide de vendre ses maigres possessions, réunit ses économies et s'envole pour Darwin. En plein été austral, il se met immédiatement à détester cette ville, ses bars sordides et ses strip-teaseuses faméliques. Il achète un combi Volkswagen à une famille d'illuminés et prend la route du bush. Mais après quelques heures de route sans rencontrer âme qui vive, une violente collision nocturne avec un kangourou va déjà lui donner envie de rentrer au pays.
Le combi réparé, Nick poursuit sa route jusqu'à Kununurra où il rencontre Angie, une auto-stoppeuse. Ils continuent la route ensemble jusqu'à l'Océan Indien, et vivent une brève liaison qui les conduit jusqu'aux plages de Broome.
Nick se réveille trois jours plus tard, sans aucun souvenir des évènements précédents. Drogué par Angie, il a été ramené jusque dans le village natal de sa conquête, Wollanup, 54 habitants et quatre familles, séparé de la ville la plus proche par des centaines de kilomètres de désert. Officiellement évacué et abandonné après la fermeture de la mine d'amiante, le village a été réinvesti par une communauté d'anciens habitants qui survit en revendant des abats de kangourous à une usine d'aliments pour animaux distante de plusieurs centaines de kilomètres. Mais la communauté idéale, oubliée du gouvernement, où la propriété privée et la détention d'argent sont abolis, s'est muée depuis sa création en enfer carcéral dirigé par les chefs de famille qui sont les seuls à pouvoir quitter le village. Seuls les jeunes en âge de se marier ont le droit de sortir de manière exceptionnelle, pour ramener à Wollanup une épouse ou un mari. C'est ce qui est arrivé à Nick, marié de force à Angie, qui se retrouve rapidement enceinte. Nick est dès son arrivée dépouillé de son argent et de son passeport, soumis à des brimades incessantes de la part de ses geôliers.   
Les activités à Wollanup se limitent à vider et dépecer les kangourous et à boire de la bière par 45 °C à l'ombre. Le ravitaillement extérieur consiste en des fruits au sirop, des œufs en poudre et du tabac à rouler. Mais devant la peur des patriarches de voir un des membres de la communauté s'échapper et dénoncer le camp au gouvernement, la surveillance est permanente et toute personne cherchant à s'évader risque de payer de sa vie cette tentative.
Pendant des mois, et avec l'aide de Krystal, la sœur d'Angie, Nick met au point un ingénieux plan d'évasion.

## Éditions

### Édition originale
- The Dead Heart, Londres : Little, Brown & Company, 1994

### Éditions en traductions françaises
- Cul-de-sac - Trad. Catherine Cheval
  - Paris : Gallimard, 1997, 260 p. (Série noire ; 2483).  (ISBN 2-07-049649-X)
  - Paris : le Grand livre du mois, 2002, 260 p.  (ISBN 2-7028-6937-8)
  - Paris : Gallimard, 2006, 291 p. (Folio. Policier ; 421).  (ISBN 2-07-033830-4)
  - Paris : France loisirs, 2007, 270 p. (Piment).  (ISBN 978-2-298-00145-7)
- Piège nuptial, nouvelle trad. de Bernard Cohen
  - Paris : Belfond, 2008, 265 p. (Littérature étrangère).  (ISBN 978-2-7144-4502-5)

## Adaptations

### Au cinéma
- 1997 : Bienvenue à Woop Woop, film australo-britannique de Stephan Elliott.

### En bande dessinée
- 2012 : Piège nuptial, adaptation et illustrations de Christian de Metter, Casterman, 128 p.   (ISBN 9782203044456)

## Clin d'œil
- Hervé Claude, Cocu de sac, Paris, Éd. la Branche, 2008 (Suite noire ; 24).  (ISBN 978-235306-021-4)